# Борис Калинкин
Борис Тихонович Калинкин (рус. Кали́нкин Бори́с Ти́хонович; Дубасово, Саратовска губернија, 19. април 1913 — 10. јун 1945) био је гардијски капетан Црвене армије, Херој Совјетског Савеза и народни херој Југославије.

## Биографија
Рођен је 19. априла 1913. године у Дубасову, Саратовска губернија. Године 1915, преселио са породицом у селу Ртишчеву. После завршетка 1928. године школовања, Борис се запослио у Комбинату за прераду меса. Ту се учанио у Комсомол (Комунистички савез младих)
Године 1931. послат је у авијатичарску школу, коју је завршио 1932. године, и постао пилот. У периоду од 1933. до 1941. године радио је у цивилној авијацији као пилот-инструктор, командант јединице, и летео је на Кавказу. Од почетка Отаџбинског рата, Калинкин је, као други пилот војно-транспортног авиона, летео до совјетских партизана, учествовао у извршавању ваздушних десанта, допремању оружја и војне опреме јединицама на фронту. Од јула 1943. био је други пилот у посади Александра Шорникова.
У чланство Комунистичке партије Совјетског Савеза примљен је јануара 1941. године.
У зиму 1944. године, Борис је, као други пилот, учествао у пребацивању совјетске Војне мисије у Југославију, и летео је до аеродрома на Меденом пољу.
Према сећањима команданта овог авиона, Александра Шорникова, Хероја Совјетског Савеза и народног хероја Југославије, енглески и амерички ваздухопловни стручњаци и пилоти, који су се налазили у авио-бази у Барију (Италија), тврдили су да је спуштање авиона на таквом импровизираном аеродрому у брдима, као што је Медено поље, немогуће, а још мање узлетање с њега с укрцаним теретом, зими.
Да би се „неверници“ уверили у то да је совјетски авион успешно слетео на Медено поље, требало је донети „материјалне доказе“. Совјетски пилоти су купили у италијанској продаваници неколико плетених корпи, напунили их снегом у југословенским брдима, и после редовног ноћног лета донели их у Бари и показали својим западним савезницима.
Совјетски авион, на коме је летео гардијски капетан Борис Калинкин, извршио је, у зиму 1944. године, низ летова, налазећи се на располагању јединицама Народноослободилачке војске Југославије, допремајући им совјетску војну опрему и пребацујући, у повратку, рањене југословенске борце и старешине у болнице у Италији.
Борис Калинкин је био други пилот совјетског авиона који је, по наређењу совјетске Команде, полетео из Барија на Купрешко поље, да би на сигурније место пребацио највише руководство НОВЈ, на челу са маршалом Титом. Лет је обављен у изузетно тешким временским условима, траса је водила преко подручја где је окупатор имао снажну противавионску одбрану. Осим тога, посада је остала без искусног навигатора, Павела Јакимова (он се налазио на Купрешком пољу), Борис Калинкин био је спреман да у сваком тренутку преузме управљање авионом, ако би се било шта догодило команданту Аалександру Шорникову.
Захваљујући одважности и вештини совјетских пилота, два сложена и опасна ноћна лета обављена су успешно. За извршење специјалног задатка совјетске Команде, Президијум Врховног савета Совјетског Савеза прогласио је, 20. јуна 1944. године, гардијског капетана Бориса Калинкина Херојем Совјетског Савеза. А Председништво Антифашистичког већа народног ослобођења Југославије прогласило га је, 25. септембра 1944. године, народним херојем Југославије.
Одликован је и Орденом Лењина и Медаљом за одбрану Кавказа.
Борис Тихонович Калинкин је трагично изгубио живот, у саобраћајној незгоди, месец дана после завршетка рата, против Нацистичке Немачке, 10. јуна 1945. године. Сахрањен је на московском гробљу Новодевичје у Алеји хероја. Једна улица у његовом родном месту, Рштичеву, носи његово име.